# Baladou
Baladou (occitanisch: Valadon) ist eine südfranzösische Gemeinde mit 391 Einwohnern (Stand 1. Januar 2022) im Département Lot in der Region Okzitanien (zuvor Midi-Pyrénées).

## Lage
Baladou liegt im Norden des Quercy und des Départements Lot nahe der Grenze zum Département Corrèze. Bis zur Kantonshauptstadt Martel sind es etwa fünf Kilometer (Fahrtstrecke) in nordöstlicher Richtung; etwa 23 Kilometer in südlicher Richtung befindet sich der mittelalterliche Pilgerort Rocamadour.

## Bevölkerungsentwicklung
| Jahr      | 1962 | 1968 | 1975 | 1982 | 1990 | 1999 | 2006 | 2018 |
| Einwohner | 310  | 286  | 271  | 256  | 295  | 323  | 397  | 393  |

Im 19. Jahrhundert hatte Baladou zwischen 600 und 700 Einwohner; zu Beginn des 20. Jahrhunderts waren es noch etwa 500. Die Mechanisierung der Landwirtschaft und der daraus resultierende Verlust von Arbeitsplätzen sorgten in der Vergangenheit für einen deutlichen Bevölkerungsrückgang bis zum Tiefpunkt in den 1980er Jahren.

## Wirtschaft
Baladou war und ist noch immer in hohem Maße landwirtschaftlich geprägt, wobei auch die Viehzucht (Rinder, Schweine, Geflügel) eine wichtige Rolle spielt. Seit den 1960er Jahren trägt auch der Tourismus in Form der Vermietung von Ferienhäusern und -wohnungen (gîtes) zu den Einnahmen des Ortes bei.

## Geschichte
Bis zum Jahr 1841 gehörte Baladou zur etwa viereinhalb Kilometer südlich gelegenen Gemeinde Creysse.

## Sehenswürdigkeiten
- Die ländliche, in einfachen Formen errichtete Pfarrkirche Église d’Assomption (Himmelfahrts-Kirche) stammt aus dem 19. Jahrhundert. Der Westturm wirkt gedrungen und etwas klobig. Die einschiffige Kirche hat eine Südkapelle im Bereich der Vierung. Der aus einer anderen Kirche stammende Barockaltar zeigt vergoldete Figuren in beinahe 'primitiven' Formen.
- Auf dem Gemeindegebiet stehen mehrere Stein- und Eisenkreuze aus verschiedenen Jahrhunderten.